# مبادئ ميرتون
في عام 1942 قدّم روبيرت كيه. ميرتون «أربع مجموعات من الضرورات المؤسَّسية، المختارة لتؤلف جوهر العلم الحديث، وهي المُشاعية، والكونية، والنزاهة والشكوكية المنظَّمة.» ووضّح هذه المبادئ في القسم اللاحق من كتابه «علم اجتماع العلوم» (Sociology of Science) في جزء «صميم النموذج الميرتوني، الذي نجح بقوة في جمع الهيكل المعياري للعلوم مع نظام المكافأة الخاص به والمميَّز مؤسَّسياً.»

## وصف مبادئ ميرتون وحوافزها
عرّف ميرتون هذا «الجوهر» بالإشارة إلى كتاب ألبيرت باييه «أخلاقيات العلوم» (La Morale De La Science)، الذي ترك الوصف والتحليل للعظة الأخلاقية، والتي جانست بشكل مؤثر مجموعة من القيم والمبادئ المُلزمة للعلماء.
وحاول توضيح هذا المفهوم، باعتباره لم يُنظَّم من قبل، فاستخدم مجدداً ملاحظة باييه بعدم وجود منظّرين لجوهر (معنويات) العلوم، ولكنه يمتلك حِرفييه، وبأنه لا يعبّر عن مثالياته، وإنما يخدمها، فهو مندمج في صميم العلوم، فأشار:
ويمكن استنتاج هذا الجوهر العلمي من الإجماع الأخلاقي للعلماء، كما يتوضح بالاستخدام والعادة في العديد من النصوص حول المعنويات العلمية والسخط الأخلاقي تجاه مخالفة الجوهر.
ويُعتبر تفحص جوهر العلوم الحديثة مقدمة محدودة فقط لمعضلة أكبر، وهي الدراسة المقارِنة للهيكل المؤسسي للعلوم، ورغم قلة الأفرودات المفصّلة التي تجمع بيانات المقارنة المطلوبة وتبعثرها، إلا أنها تقدم بعض الأساسات للاعتقاد المشروط بأن «العلم يتيح الفرصة للتطور وفق ترتيب ديموقراطي مندمج مع جوهر العلوم»، ولكن ذلك لا يعني أن السعي للعلم يقتصر على الأنظمة الديموقراطية.
وقد هدفت محاولة ميرتون لتنظيم جوهر العلم الحديث لتحديد البنية أو البنى الاجتماعية التي تؤمن السياق المؤسسي المناسب للقياس الأقصى للتطور العلمي، أي تؤدي بمعنى آخر لإنجازات علمية عوضاً عن الإمكانات فقط.
واعتبر أن هذه المبادئ المؤسسية مشتقة من الهدف المؤسسي للعلوم؛ وهو توسيع المعرفة العلمية الموثقة، وكذلك الأساليب التقنية الموظفة لتأمين تعريف للمعرفة ذو صلة بما سبق، أي افتراضات مؤكدة بالتجربة ومتسقة منطقياً، فقال:
تمتلك عادات الأساليب العلمية منطقاً منهجياً، ولكنها إلزامية، ليس لأنها فعالة إجرائياً وحسب، وإنما للاعتقاد بصحتها وفائدتها، كما أن هذه العادات تُعتبر توصيات أخلاقية بقدر كونها تقنية.

## مبادئ ميرتون الأربعة
تتلخص كما يلي:
- المُشاعية: ينبغي أن تكون الملكية الفكرية العلمية متاحة لجميع العلماء، لتعزيز التعاون المشترك، وبالتالي تُعتبر السرّية نقيضة لهذا المبدأ.[3]
- الكونية: تُعد الصحة العلمية مستقلة عن السمات الشخصية السياسية والاجتماعية للعلماء المشاركين في بحث ما.[4]
- النزاهة: تعمل المؤسسات العلمية لصالح المشروع العلمي المشترك، وليس للمكاسب الشخصية للأفراد فيها.
- الشكوكية المنظَّمة: يجب أن تكون الادعاءات العلمية عرضة للتمحيص الانتقادي لكل من المنهجية وقواعد السوك المؤسسية قبل قبولها.[5]

### المشاعية
تُعد الملكية المشتركة للإنجازات العلمية جزءاً لا يتجزأ من العلم، إذ يكون مطلب العالِم بملكيته الفكرية محدوداً بالاعتراف والتقدير، فيشير ميرتون:
تُعتبر النتائج الموضوعية للعلوم نتيجة للتعاون الاجتماعي، وتُخصَّص ملكيتها للمجتمع، كما تُعد إرثاُ مشتركاً تكون فيه حصة مكتشفها محدودة جداً، عوضاً عن الملكية الحصرية له ولخلفائه.
كما ينوّه أن مشاعية الجوهر العلمي لا تتوافق إطلاقاً مع تعريف التقنية كـ«ملكية خاصة» في الاقتصاد الرأسمالي.

### الكونية
يتوضح جانبا كونية ميرتون الاثنان في عبارتَي: «الموضوعية تعيق المصلحة الخاصة» و«حرية الوصول للمساعي العلمية ضرورة عملية»، فبدايةً يجب أن تخضع جميع ادعاءات العلماء لنفس المعايير اللاشخصية المحددة مسبقاً، بغض النظر عن مصدرها أو السمات الشخصية أو الاجتماعية لنصيرها، أي بعيداً عن العِرق، والجنسية، والثقافة والجنس.
فاعتقد ميرتون أن الكونية متجذرة عميقاً في السمات غير الشخصية للعلم، وأن المؤسسة العلمية بذاتها جزء من بنية اجتماعية أكبر ليست مندمجة دوماً في التركيب المجتمعي، بشكل متناقض، ما قد يولد خلافاً وبالتالي ضرراً للمشروع العلمي.
وثانياً، يجب حظر المهن العلمية عن الكفاءات المنقوصة، كنوع من التحيّز لتعزيز المعرفة، ونوّه ميرتون مجدداً إلى احتمالية عدم اتساق جوهر العلوم مع المجتمع، ولكن حتى في حالة قلة تطبيقه، يتضمن جوهر الديموقراطية مفهوم الكونّية كمبدأ توجيه مهيمن.

### النزاهة
تختلف عن الإيثار والغيرية، وتشير إلى وجوب اهتمام العلماء بمصلحة المشروع العلمي المشترك، عوضاً عن المكاسب الشخصية، وأشار إلى أن هذا الحافز قد نتج عن الانضباط المؤسسي، بما فيه الخوف من العقوبات المؤسسية، وعن النزاع النفسي نتيجة للتبني الداخلي لهذا المبدأ.
وقد لاحظ ميرتون معدل احتيال منخفض في العلوم، ويعتقد أنه نابع من الحاجة الداخلية لقابلية البرهنة والتمحيص الخبير من قبل الأقران، وهي إجراءات ضبط صارمة لدرجة ربما لا نظير لها في أي مجال آخر، بالإضافة إلى طبيعة العلوم العمومية والقابلة للاختبار.

### الشكوكية المنظّمة
يعد كل من الشكوكية (أو الإيقاف المؤقت للحكم على الشيء)، والتمحيص الانتقادي المستقل جوهريين في المنهجية العلمية ومؤسساتها، فيشير ميرتون:
لا يحافظ الباحث العلمي على الشق الفاصل بين المقدَّس والمدنَّس، أو بين ما يتطلب تقديراً دون تمحيص وما يمكن تحليله بموضوعية.
ويبرز الخلاف مع العلم عندما يمتد لتشمل أبحاثه مجالات جديدة تغلب عليها السلوكيات ذات الطابع الؤسسي، أو عندما توسّع مؤسسات أخرى بالمقابل سيطرتها على العلم، وفي المجتمع الشمولي الحديث تساهم كل من اللاعقلانية ومركزية السيطرة المؤسسية في الحد من النطاق المخصص للنشاط العلمي.

## المتغيرات اللاحقة
أضافت الجهود اللاحقة مبدأ «الأصالة» واختصرت «الشكوكية المنظمة» للـ«شكوكية»، فنتج الاختصار (CUDOS) بالانكليزية دلالة على أوائل حروف كلمات هذه المبادئ الخمسة الجديدة، والتي قد تسمى بشكل مضلل أحيانهاً بـ«مبادئ ميرتون»، كما استبدلت جهود أخرى «الشيوعية» بـ«المشاعية».